# 加利西亚邮报
加利西亚邮报（西班牙語：El Correo Gallego）是西班牙加利西亚自治区的一份报纸。它是加利西亚最古老的出版物，也是西班牙第四古老的出版物。

## 历史
《加利西亚邮报》于1878年8月1日创刊于费罗尔市。在内战期间的1938年，该报总部迁至聖地亞哥-德孔波斯特拉。西班牙民主转型后的1984年，它成为加利西亚邮报集团（Grupo Correo Gallego）的一部分。1995年10月，《加利西亚邮报》的网站正式开通。